# Wöbbelin
Wöbbelin – miejscowość i gmina w Niemczech, w kraju związkowym Meklemburgia-Pomorze Przednie, w powiecie Ludwigslust-Parchim, wchodząca w skład Związku Gmin Ludwigslust-Land.
Został tutaj pochowany pod starym dębem poeta niemiecki Theodor Körner.